# 고스트 (뮤지컬)
《고스트》는 뮤지컬 《스프링 어웨이크닝》에서 멜키억 역을 맡아 인기를 얻은 배우 주원이 이후 드라마 《굿 닥터》를 성공시키고 나서 오디션을 거쳐 3년만에 뮤지컬 무대로 복귀한 작품으로서 김우형, 김준현과 함께 샘 위트 역을 맡아 2013년 11월 24일부터 2014년 6월 29일, 그리고 2020년 10월 6일부터 2021년 3월 14일까지 서울시 신도림역 디큐브아트센터에서 공연중인 뮤지컬이다.
뮤지컬 ‘고스트'는 공연 전 기간 진행동안 헌혈증 1매당 2인까지 할인되는 헌혈증 기증 할인 이벤트를 실시하여 모아진 헌혈증을 한국백혈병환우회에 전달하고 환우와 가족을 공연에 초대하기도 하였다.

## 출연자

### 2013~2014 시즌
- 주원- 샘 위트 역[6]
- 김준현- 샘 위트 역
- 김우형- 샘 위트 역
- 아이비- 몰리 젠슨 역
- 박지연- 몰리 젠슨 역
- 이창희 - 칼 브루너 역
- 이경수- 칼 브루너 역
- 최정원- 오다메 브라운 역
- 정영주- 오다메 브라운 역
- 성기윤- 병원유령 역
- 왕시명- 앙상블 역

### 2020~2021 시즌
- 주원 - 샘 위트 역
- 김우형 - 샘 위트 역
- 김진욱 - 샘 위트 역
- 아이비 - 몰리 젠슨 역
- 박지연 - 몰리 젠슨 역
- 김승대 - 칼 브루너 역
- 백형훈 - 칼 브루너 역
- 최정원 - 오다메 브라운 역
- 박준면 - 오다메 브라운 역
- 전재현 - 병원 유령 역
- 김시영 - 윌리 로페즈 역
- 안지현 - 앙상블 역

## 줄거리

### 1막
배경은 미국. 브루클린에 한 건물로 이사온 몰리와 샘. 그리고 그들의 친구 칼. 그들은 한 방을 구경하며공연은 시작된다. 샘과 몰리는 지난날 둘이 지나 온날을 회상하며 이 순간을 즐기자는 노래를 불른다. 몰리는 도자기작가 샘과 칼은 은행직원이다. 둘은 즐겁게 가구를 정리하다 사랑을 속삭인다. 그런데 몰리가 사랑한다 말하면 동감이라 말하는 샘. 샘은 기타로 풀어주려하지만 몰리는 여전히 마음은 불편해보인다. 다음날 샘과 칼은 회사로 출근을 하고 오랜 친구사이인 둘은 유머를 나누며 출근을 한다. 샘은 상하이관리와 회의를 하는도중 할일을 칼에게 맡긴다. 그런데 일을 하는 도중 칼은 샘의 비밀번호가 바뀐걸 알고 그에게 묻는다. 그런데 샘이 말하길 갑자기 자신의 통장에 돈이 너무 많이 들어왔다고 한다. 칼은 자신이 알아바주겠다고 한다. 샘은 그에게 맡기고 몰리의 전시회뒷처리에 간다. 샘과 몰리는 저녁을 먹는데 몰리는 결혼하자한다. 샘은 놀라고 몰리는 자신을 사랑하냐 묻는다. 샘은 어떤거같냐묻고 몰리는 모르겠다며 샘은 항상 동감이라 얘기한다며 속 얘기를 한다. 하지만 샘은 끝내 사랑한다는 얘긴 하지 않는다.그렇게 둘은 저녁을 마치고 집을 가려던 중 도둑을 만나게 되고 샘의 지갑을 요구한다. 하지만 돈만 주려는 샘. 결국 둘은 격렬히 싸우다 샘은 총에 맞고 그의 영혼은 육체에서 나오게 된다. 갑작스레 일어난 일 때문에 샘은 혼란에 빠진다 그리고 몰리를 따라가 병원으로 간다. 그곳에서 병원원장의 영혼을 만나 자신의 죽음을 알게되고 몰리곁에서 떠돌게 된다. 갑자기 샘을 잃은 몰리는 슬픔에 빠진채 칼과 그의 물건을 정리하다 칼의 끈질긴 요구에 산책을 하러 나간다. 샘은 따라가려 하나 문을 만지지 못해 방에서 나가지 못하게 된다. 그런데 갑자기 자신을 죽인 강도가 문을 따고 들어오고 샘은 격분하여 그에게 소리를 지르지만 그는 들을리 없다. 그러다 몰리가 다시들어오고 샘은 몰리에게 위험하다며 얼른 나가라 하지만 몰리 역시 들을리 없다. 몰리가 다른 곳을 볼때  강도는 몰래 나가고 샘은 미칠지경이다. 그러다 병원원장이 알려준 방법이 생각나 결국 문을 통과하게 된다. 그렇게해서 그 강도를 따라가게된다. 그러다 지하철유령을 만나고 그가 물건을 만지고 던지는것을 목격하게 된다. 어쨋든 계속 강도를 따라가는 샘. 그가 사는 곳을 알게되고 그가 누군가에게 전화하는 것을 들어 공범이 있다는 것 또한 알게된다. 그러다 몰리를 죽이겠다는 그의 말에 샘은 괴로워한다. 그러다 점집을 보고 들어가보니 사기로 영혼을 만나게 해 주겠다는 오다메브라운을 만나게되고 자신의 목소리를 듣는 그녀에게 자신을 도와달라한다. 하지만 겁먹은 오다메는 쉽게 그를 도와주려 하지 않고 샘은 밤새 옆에서 인디안 노래를 부르며 그녀를 괴롭힌다. 한편 몰리는 여전히 우울한상태로 힘들어한다. 다음날 결국 부르클린으로 온 오다메와 샘. 샘은 오다메에게 할 말을 전해주며 몰리를 만났다. 처음엔 몰리도 믿지 않았지만 여러가지를 아는 오다메의 말을 듣고 정말 샘이 있을 수 있겠다는 생각이 들어 칼에게 말한다. 하지만 칼은 미친짓이라며 정신차리라한다. 하지만 끝내 몰리는 경찰에 가본다하고  칼은 못 이긴척 알아보겠다한다. 그리해서 간 곳은 그 강도가 사는 곳. 그런데 그를 만나 하는소리가 어떻게 한 점쟁이가 너를 아냐 너에 대해 다 알더라. 넌 사람을 죽였다. 넌 지갑만 가져왔으면 됐다. 난 그 돈때문에 머리가 아프다. 그렇다 칼은 그와 공범이였던것이다. 같이 갔던 샘은 그에게 배신감을 느끼고 괴로워한다.  그리 말한 칼은 몰리의 집에 들어가 샘의 비밀번호를 알아내고 자신이 같이하는 집단에 전화해 리타밀러라는 사람에게 입금하겠다는 말을 한다. 한편 몰리는 그 일을 전혀 모른채 경찰서로 향한다...

### 2막
비오는 날 경찰서로 향하는 몰리. 그리고 그녀를 지키기 위해 그녀를 따라가는 샘. 몰리는 샘을 지켜주겠다는 의지로 경찰서에 도착한다. 하지만 경찰서에선 오다메가 사기꾼이라며 그녀의 전과를 보여주고 몰리는 다시 좌절하게 된다. 그리고 집에 가 괴로워하며 물레를 돌리고 그런 그녀를 샘은 그녀를 뒤에서 안아준다. 그때 문을 노크하는 소리가 들리고 칼이 들어온다. 샘은 그를 경계한다. 하지만 그 사실을 알리 없는 몰리.그녀는 그에게 의지한다. 그리고 칼은 그녀를 달래면서 그녀또한 차지하려한다. 화가난 샘은 내것을 또 훔치지말라며 액자를 건드리는데 그것이 넘어진다. 다시해보지만 되지 않는다. 칼은 결국 돌아가고 다시 해보려는 샘은 지하철유령이 생각나 그를 찾아간다. 결국 샘은 감정으로 물건을 만지는 법을 배우고 오다메에게 간다. 오다메는 샘의 소식을 들은 다른 유령들을 정말로 산 사람들과 연결해 주고 있었다. 그런데 그때 그 강도가 오다메에게 찾아왔고 그녀를 죽이려하는 그를 샘은 물건을 건드리고 그를 겁을 주며 스스로 차에 치여 죽게했다. 그 역시 영혼이 빠져나왔고 그는 바로 지옥으로 떨어졌다. 샘은 오다메를 데리고  자신이 일하는 은행에 가서 오다메가 리타밀러라는 이름으로 계좌를 해지하게 하고 그 돈을 교회에 기부했다. 그리고 회사에서 일하고 있던 칼은 리타밀러의 계좌가 해지된 것을 보고 당황해 있었는데 그런 그에게 겁을 주며 그를 혼내주었다. 그리고는 오다메와 다시 몰리에게 갔다. 물론 몰리는 믿지 않았지만 샘이 몰리가 자신에게 썼던 편지를 그 자리에서 읽으며 자신이 있음을 증명했다. 그리고는 칼이 위험하다는 말을 전했다. 역시 호랑이도 제 말하면 온다고 칼이 문을 부수고 들이닥쳤고 오다메와 몰리를 위협했다. 그러나 오다메와 몸 싸움을 하던 도중 자신이 가지고 있던 총에 맞아 죽음을 당한 칼은 순간 영혼이 빠져나오고 그는 영혼상태인 샘을 보게된다. 그는 잠시 혼란해하지만 그럴 틈도 없이 지옥에 떨어지게 된다. 그렇게 샘의 한이 풀리게 되는 순간이 오고 몰리는 떠나기전의 샘의모습을 보게된다. 샘은 떠나기전 오다메에게 고마움을 전하고 몰리에게 사랑한다는 말을 하고 떠난다.

## 미디어
- 새해 볼만한 공연은...이름만 들어도 가슴설레는 화려한 라인업
- 주원 ‘고스트’로 3년만에 뮤지컬 복귀 ‘아이비와 호흡’

## 수상 및 후보목록
| 연도 | 시상식                | 부문                | 배우   | 결과 |
| ---- | --------------------- | ------------------- | ------ | ---- |
| 2014 | 제8회 더뮤지컬어워즈  | 올해의 뮤지컬       |        | 후보 |
| 2014 | 제8회 더뮤지컬어워즈  | 여우주연상          | 박지연 | 후보 |
| 2014 | 제8회 더뮤지컬어워즈  | 여우조연상          | 정영주 | 후보 |
| 2014 | 제8회 더뮤지컬어워즈  | 여우조연상          | 최정원 | 수상 |
| 2014 | 제20회 한국뮤지컬대상 | 베스트 외국뮤지컬상 |        | 후보 |
| 2014 | 제20회 한국뮤지컬대상 | 남우 주연상         |        | 후보 |
| 2014 | 제20회 한국뮤지컬대상 | 여우 주연상         |        | 후보 |
| 2014 | 제20회 한국뮤지컬대상 | 남우 조연상         |        | 후보 |
| 2014 | 제20회 한국뮤지컬대상 | 여우 조연상         |        | 후보 |
| 2014 | 제20회 한국뮤지컬대상 | 연출상              |        | 후보 |
| 2014 | 제20회 한국뮤지컬대상 | 무대미술기술상      |        | 후보 |
| 2014 | 제20회 한국뮤지컬대상 | 인기스타상          |        | 후보 |